# Драговања вас
Драговања вас (словен. Dragovanja vas) је насељено место у општини Чрномељ, регија Југоисточна Словенија, Словенија.

## Историја
До територијалне реорганизације у Словенији била је је у саставу старе општине Чрномељ.

## Становништво
У попису становништва из 2011. године, Драговања вас је имала 113 становника.
| Број становника према пописима | Број становника према пописима | Број становника према пописима |
| ------------------------------ | ------------------------------ | ------------------------------ |
| 1991                           | 2002                           | 2011                           |
| 100                            | 108                            | 113                            |

Напомена: Године 1990. умањено за део насеља који је припојен насељу Квасица.